# Kalkflachmoor im Helsunger Bruch
Das Kalkflachmoor im Helsunger Bruch ist ein FFH-Gebiet in den Städten Blankenburg (Harz) und Thale im Landkreis Harz in Sachsen-Anhalt.

## Allgemeines
Das FFH-Gebiet ist circa 20 Hektar groß. Es überlagert sich mit dem Landschaftsschutzgebiet „Harz und nördliches Harzvorland“. Der östliche Teil des FFH-Gebietes ist als Naturschutzgebiet „Hammelwiese“ ausgewiesen. Das FFH-Gebiet ist durch die Landesverordnung zur Unterschutzstellung der Natura 2000-Gebiete im Land Sachsen-Anhalt (N2000-LVO LSA) seit dem 21. Dezember 2018 rechtlich gesichert. Zuständige untere Naturschutzbehörde ist der Landkreis Harz.

## Beschreibung
Das FFH-Gebiet liegt südöstlich von Blankenburg (Harz) im Naturpark Harz/Sachsen-Anhalt. Es umfasst ein Kalkflachmoor an der tiefsten Stelle des Helsunger Bruchs. In dem Ende der 1960er-Jahre entwässerten Gebiet wurde 2010 zur Wasserrückhaltung ein Stau errichtet, der zu einer deutlichen Verbesserung des Wasserhaushaltes führte. Im FFH-Gebiet sind Feuchtwiesen mit Seggen- und Binsenvegetation und Röhrichten ausgebildet. Hier siedeln unter anderem Sumpfläusekraut, Sumpfherzblatt, Teufelsabbiss, Gewöhnlicher Gilbweiderich, Gemeines Fettkraut, Schwarzes Kopfried, Blaues Pfeifengras, Firnisglänzendes Sichelmoos und die Orchideenarten Breitblättriges Knabenkraut, Fleischfarbenes Knabenkraut, Sumpfstendelwurz und Sumpfglanzkraut. Nur kleinflächig sind Sümpfe mit Binsenschneide und den Moosen Campylium calcareum, Cratoneuron filicinum, Didymodon tophaceus und Palustriella commutata ausgebildet.
Nach Westen wird das FFH-Gebiet vom Zapfenbach begrenzt, an dem ebenso wie entlang von Gräben im Gebiet feuchte Hochstaudenfluren mit Giersch, Knoblauchsrauke, Echter Zaunwinde, Sumpfsegge, Wasserdost, Echtem Mädesüß und Bittersüßem Nachtschatten ausgebildet sind.
Das Gebiet ist Lebensraum von Sumpfschrecke sowie Langflügliger und Kurzflügeliger Schwertschrecke. Weiterhin kommen hier verschiedene Libellen vor, darunter Kleine Pechlibelle, Kleiner Blaupfeil, Nordische Moosjungfer und Helmazurjungfer, wobei letztere in erster Linie auf einen Graben außerhalb des FFH-Gebietes beschränkt ist. Im Bereich der Hammelwiese ist der Dunkle Wiesenknopf-Ameisenbläuling heimisch.
Weichtiere sind unter anderem durch Sumpfwindelschnecke, Schlanke Bernsteinschnecke, Zweizähnige Laubschnecke und Schmale Windelschnecke vertreten.
Das Gebiet beherbergt Brutvorkommen von Rohrweihe, Wachtelkönig, Neuntöter und Braunkehlchen.